# Врятуй і збережи (фільм, 2010)
Вряту́й і збережи́ (рос. Спаси и сохрани) — короткометражний ігровий фільм української режисерки Ольги Шульгіної-Москаленко, знятий у 2010 році.

## Сюжет
Події фільму відбуваються в роки німецько-радянської війни. Один епізод з життя німців на окупованій ними території України. Німецькі солдати, виконуючи наказ командування, знищили єврейську родину. Один з них багато страждав, залишаючись наодинці зі своєю совістю…
Чим відрізняється людина від тварини? Напевно — здатністю пам'ятати, аналізувати, порівнювати, страждати і просити прощення за гріхи і помилки, які не можна спокутувати. Але прощення бажає кожна розсудлива людина…

## Актори і ролі
- Сергій Калантай — Ульріх, німецький солдат.
- Герман Царьов — православний священник.
- Михайло Гейкрайтер — Ісаак, єврей.
- Володимир Строкань — Ганс, німецький солдат.
- Наталія Шевченко — донька Ісака.
- Данило Тур — онук Ісака.

## Відзнаки
Участь у:
- Фестиваль авторського короткометражного кіно "АРТкино", Москва (Росія), 2012
- Кінофестиваль у Трієсті, Трієст (Італія), 2011

### Нагороди
- 3-й Міжнародний фестиваль «Золота пектораль» (2012): диплом «За високе етичне послання».[2]